# Western United FC
Western United FC är en australisk professionell fotbollsklubb från Melbourne i Victoria. Klubben har bland annat tävlat i den australisk-nyzeeländska ligan A-League säsongen 2019/2020, på licens från Australiens fotbollsförbund. 
Den 13 december 2018 meddelades det att Western Melbourne Group, som vid tidpunkten saknade ett klubbnamn, accepterades som ligans nya lag, först den 13 februari 2019 meddelades det att klubben ska heta Western United Football Club.